# Boston Society of Film Critics Award für die beste Regie
Die Gewinner des Boston Society of Film Critics Award für die beste Regie.

## Gewinner

### 1980er
| Jahr | Gewinner                   | Film                                                  |
| ---- | -------------------------- | ----------------------------------------------------- |
| 1980 | Roman Polański             | Tess                                                  |
| 1981 | Steven Spielberg           | Jäger des verlorenen Schatzes                         |
| 1982 | Steven Spielberg           | E.T. – Der Außerirdische                              |
| 1983 | Paolo und Vittorio Taviani | Die Nacht von San Lorenzo (La notte di San Lorenzo)   |
| 1984 | Bertrand Tavernier         | Ein Sonntag auf dem Lande (Un dimanche à la campagne) |
| 1985 | John Huston                | Die Ehre der Prizzis                                  |
| 1986 | David Lynch                | Blue Velvet                                           |
| 1986 | Oliver Stone               | Platoon                                               |
| 1987 | Stanley Kubrick            | Full Metal Jacket                                     |
| 1988 | Stephen Frears             | Gefährliche Liebschaften                              |
| 1989 | Woody Allen                | Verbrechen und andere Kleinigkeiten                   |

### 1990er
| Jahr | Gewinner          | Film                                      |
| ---- | ----------------- | ----------------------------------------- |
| 1990 | Martin Scorsese   | GoodFellas – Drei Jahrzehnte in der Mafia |
| 1991 | Jonathan Demme    | Das Schweigen der Lämmer                  |
| 1992 | Robert Altman     | The Player                                |
| 1993 | Steven Spielberg  | Schindlers Liste                          |
| 1994 | Quentin Tarantino | Pulp Fiction                              |
| 1995 | Ang Lee           | Sinn und Sinnlichkeit                     |
| 1996 | Mike Leigh        | Lügen und Geheimnisse                     |
| 1997 | Curtis Hanson     | L.A. Confidential                         |
| 1998 | John Boorman      | Der General                               |
| 1999 | David O. Russell  | Three Kings – Es ist schön König zu sein  |

### 2000er
| Jahr | Gewinner        | Film                                                           |
| ---- | --------------- | -------------------------------------------------------------- |
| 2000 | Cameron Crowe   | Almost Famous – Fast berühmt                                   |
| 2001 | David Lynch     | Mulholland Drive                                               |
| 2002 | Roman Polański  | Der Pianist                                                    |
| 2003 | Sofia Coppola   | Lost in Translation                                            |
| 2004 | Zhang Yimou     | House of Flying Daggers                                        |
| 2005 | Ang Lee         | Brokeback Mountain                                             |
| 2006 | Martin Scorsese | Departed – Unter Feinden                                       |
| 2007 | Julian Schnabel | Schmetterling und Taucherglocke (Le scaphandre et le papillon) |
| 2008 | Gus Van Sant    | Milk                                                           |
| 2008 | Gus Van Sant    | Paranoid Park                                                  |
| 2009 | Kathryn Bigelow | Tödliches Kommando – The Hurt Locker                           |

### 2010er
| Jahr | Gewinner          | Film               |
| ---- | ----------------- | ------------------ |
| 2010 | David Fincher     | The Social Network |
| 2011 | Martin Scorsese   | Hugo Cabret        |
| 2012 | Kathryn Bigelow   | Zero Dark Thirty   |
| 2013 | Steve McQueen     | 12 Years a Slave   |
| 2014 | Richard Linklater | Boyhood            |
| 2015 | Todd Haynes       | Carol              |

## Die Rekordhalter
- 3: Martin Scorsese
  - 1990: Goodfellas
  - 2006: The Departed
  - 2011: Hugo Cabret

- 3: Steven Spielberg
  - 1981: Jäger des verlorenen Schatzes
  - 1982: E.T.
  - 1993: Schindlers Liste

- 2: Kathryn Bigelow
  - 2009: The Hurt Locker
  - 2012: Zero Dark Thirty

- 2: Ang Lee
  - 1995: Sinn und Sinnlichkeit
  - 2005: Brokeback Mountain

- 2: David Lynch
  - 1986: Blue Velvet
  - 2001: Mullholland Drive

- 2: Roman Polański
  - 1980: Tess
  - 2002: Der Pianist